# Siegfried Lorek
Siegfried Lorek (* 3. Juni 1977 in Freiburg im Breisgau) ist ein deutscher Politiker der CDU. Er ist seit 2016 Abgeordneter im Landtag von Baden-Württemberg und seit 2021 Staatssekretär im baden-württembergischen Ministerium der Justiz und für Migration.

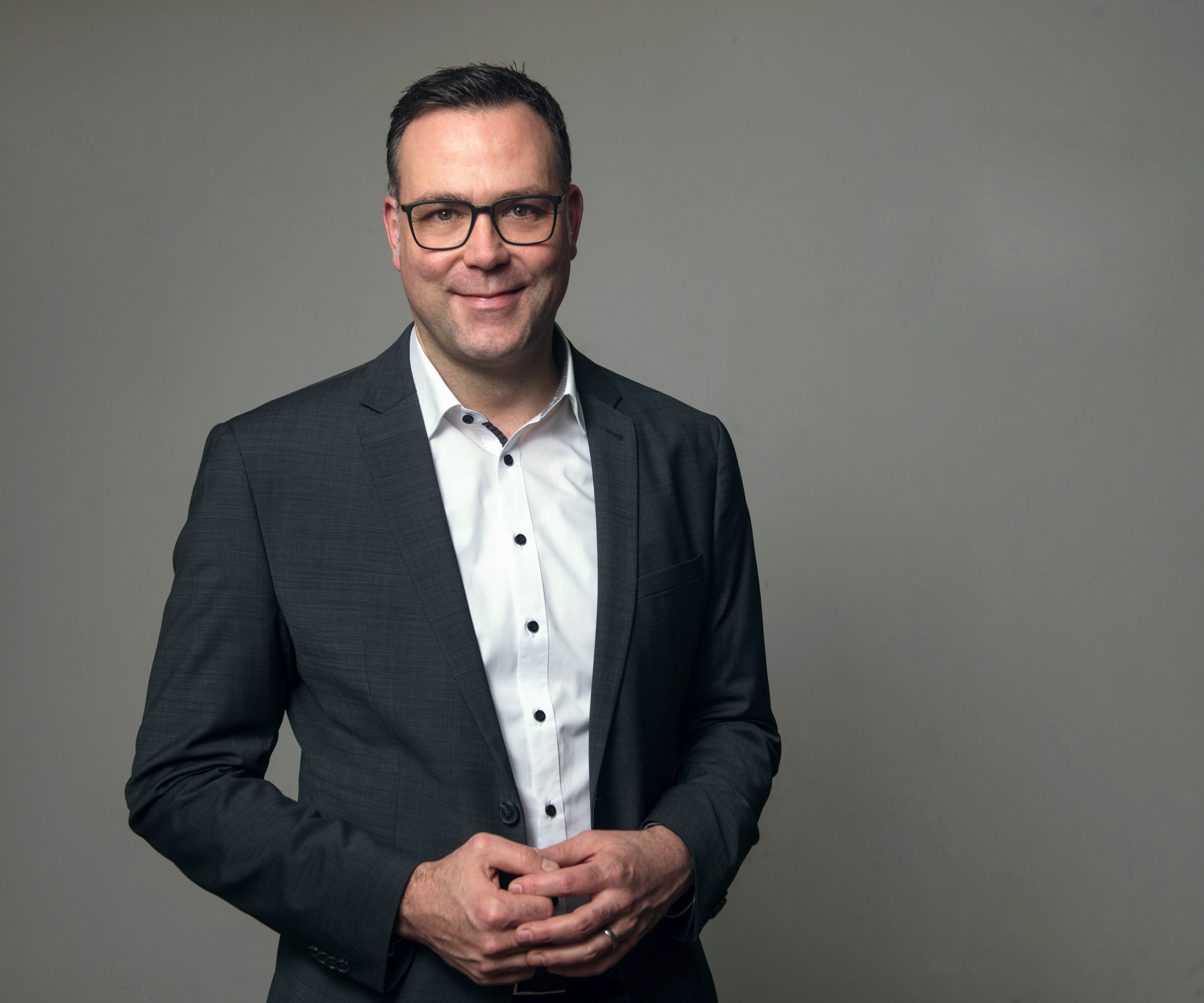
Siegfried Lorek (2020)

## Leben und Beruf
Nach der Mittleren Reife 1993 absolvierte Lorek eine Ausbildung zum Polizeibeamten im mittleren nichttechnischen Polizeivollzugsdienst. Im Anschluss war er als Streifen- und Postenbeamter in Freiburg tätig. Nach Erlangung der Fachhochschulreife 1998 nahm er ein Studium an der Fachhochschule für Polizei Baden-Württemberg in Villingen-Schwenningen auf, das er 2002 mit der Prüfung als Diplom-Verwaltungswirt Polizei (FH) abschloss. Neben dem Studium und der polizeilichen Arbeit betrieb er von 1999 bis 2005 als Mitinhaber zwei EDV-Fachgeschäfte in Freiburg und Lörrach.
Lorek war von 1998 bis 2007 in unterschiedlichen Dienststellungen bei der Polizei Baden-Württemberg tätig, unter anderem als Dozent an der Akademie der Polizei Baden-Württemberg, als Leiter des Führungs- und Einsatzstabs der Polizeidirektion Villingen-Schwenningen bzw. als Sachbearbeiter und Einsatzleiter bei der Kriminalpolizei. Ab 2007 folgte der Studiengang Öffentliche Verwaltung – Polizeimanagement an der Deutschen Hochschule der Polizei in Münster, an der er 2009 den akademischen Grad eines Master of Arts (M.A.) erwarb. Von 2009 bis 2013 war er als Referent im baden-württembergischen Innenministerium tätig. Seit 2014 war Lorek Leiter des Referates Leitstellen/Telekommunikation im Präsidium Technik, Logistik, Service der Polizei Baden-Württemberg.
Siegfried Lorek ist verheiratet und lebt mit Ehefrau und zwei Söhnen sowie einer Tochter in Winnenden. Er ist katholischer Konfession.

## Politische Tätigkeit und öffentliche Ämter
Lorek ist seit den 2000er Jahren bei der CDU engagiert. Von 2005 bis 2010 war er Mitglied im Landesvorstand der Jungen Union Baden-Württemberg. Zur Landtagswahl 2016 trat er als Direktkandidat der CDU im Wahlkreis 15 (Waiblingen) an. Auf ihn entfielen 26,2 % der Erststimmen und er wurde über ein Zweitmandat in den Landtag von Baden-Württemberg gewählt. Im Parlament war er Mitglied des Ausschusses für Inneres, Digitalisierung und Migration, des Ausschusses für Kultus, Jugend und Sport sowie des Petitionsausschusses. Bei der Landtagswahl 2021 konnte er erneut über ein Zweitmandat in den Landtag einziehen. 

### Landesregierung Baden-Württemberg
Seit Mai 2021 ist er im Kabinett Kretschmann III Staatssekretär im baden-württembergischen Ministerium der Justiz und für Migration.

### Bundesversammlung
Lorek war Mitglied der 16. Bundesversammlung zur Wahl des Bundespräsidenten am 12. Februar 2017.

## Kritik
Anfang Juni 2025 hatte Lorek nach der Entscheidung des Verwaltungsgerichts Berlin, die Zurückweisung Asylsuchender an der deutsch-polnischen Grenze sei rechtswidrig, in einem Instagram-Video geäußert, diese Entscheidung sei auf einen „grünen Verwaltungsrichter in Berlin“ zurückzuführen. Diese Äußerung sorgte insbesondere beim grünen Koalitionspartner und bei der SPD für Kritik. Die rechtspolitische Sprecherin der Grünen Daniela Evers stellte fest, man dürfe nicht zulassen, dass Gerichte diskreditiert würden. Der SPD-Politiker Sascha Binder meinte, Loreks Äußerungen seien kein Versehen gewesen und ein Staatssekretär im Justizministerium, der die Unabhängigkeit der Justiz in Frage stelle und Richter persönlich diffamiere, habe in diesem Amt nichts mehr verloren. Lorek löschte das streitbefangene Video und behauptete in einem weiteren Instagram-Video, er sei falsch verstanden worden.